# فهرست فرودگاه‌های بنین
این مقاله شامل فهرست فرودگاه‌های کشور بنین است که براساس مکان آن‌ها مرتب شده‌اند.
بنین که اغلب جمهوری بنین (به فرانسوی: République du Bénin) نیز خوانده می‌شود، کشوری در آفریقای غربی است. بنین از طرف غرب با توگو، از سوی شرق با نیجریه و بورکینافاسو و از جانب شمال با کشور نیجر مرز مشترک دارد.

## فرودگاه‌ها
فرودگاه‌هایی که نام آن‌ها پُررنگ شده است، دارای پرواز تجاری هستند.
| نام شهر         | دپارتمان    | ایکائو | یاتا | نام فرودگاه       | مختصات                                                        |
| --------------- | ----------- | ------ | ---- | ----------------- | ------------------------------------------------------------- |
| بمبرکه، بنین    | Borgou      | DBBR   |      | فرودگاه بمبرک     | ۱۰°۱۶′۲۵″ شمالی ۰۰۲°۴۱′۴۶″ شرقی / ۱۰٫۲۷۳۶۱°شمالی ۲٫۶۹۶۱۱°شرقی |
| بوهیکون، بنین   | Zou         | DBBC   |      | فرودگاه کینا      | ۰۷°۱۰′ شمالی ۰۰۲°۰۴′ شرقی / ۷٫۱۶۷°شمالی ۲٫۰۶۷°شرقی            |
| کوتونو          | Littoral    | DBBB   | COO  | فرودگاه کژیون     | ۰۶°۲۱′۲۶″ شمالی ۰۰۲°۲۳′۰۴″ شرقی / ۶٫۳۵۷۲۲°شمالی ۲٫۳۸۴۴۴°شرقی  |
| جوگو، بنین      | استان دونگا | DBBD   | DJA  | فرودگاه دیووگوو   | ۰۹°۴۱′۳۱″ شمالی ۰۰۱°۳۸′۱۵″ شرقی / ۹٫۶۹۱۹۴°شمالی ۱٫۶۳۷۵۰°شرقی  |
| Kandi           | Alibori     | DBBK   | KDC  | فرودگاه کاندی     | ۱۱°۰۸′۴۱″ شمالی ۰۰۲°۵۶′۲۳″ شرقی / ۱۱٫۱۴۴۷۲°شمالی ۲٫۹۳۹۷۲°شرقی |
| ناتیتینگو، بنین | Atakora     | DBBN   | NAE  | فرودگاه ناتیتینگو | ۱۰°۲۲′۳۷″ شمالی ۰۰۱°۲۱′۳۷″ شرقی / ۱۰٫۳۷۶۹۴°شمالی ۱٫۳۶۰۲۸°شرقی |
| پاراکو، بنین    | Borgou      | DBBP   | PKO  | فرودگاه پاراکو    | ۰۹°۲۱′۲۵″ شمالی ۰۰۲°۳۶′۳۳″ شرقی / ۹٫۳۵۶۹۴°شمالی ۲٫۶۰۹۱۷°شرقی  |
| Porga           | Atakora     | DBBO   |      | فرودگاه پورگا     | ۱۱°۰۲′۴۷″ شمالی ۰۰۰°۵۹′۳۵″ شرقی / ۱۱٫۰۴۶۳۹°شمالی ۰٫۹۹۳۰۶°شرقی |
| ساوه، بنین      | Collines    | DBBS   | SVF  | فرودگاه سیو       | ۰۸°۰۱′۰۵″ شمالی ۰۰۲°۲۷′۵۲″ شرقی / ۸٫۰۱۸۰۶°شمالی ۲٫۴۶۴۴۴°شرقی  |